# Savannah (CDP)
Pour les articles homonymes, voir Savannah.
Savannah est une census-designated place du comté de Wayne, dans l'État de New York, aux États-Unis,. En 2020, elle compte une population de 487 habitants.